# Cerro López
El cerro López es una montaña 

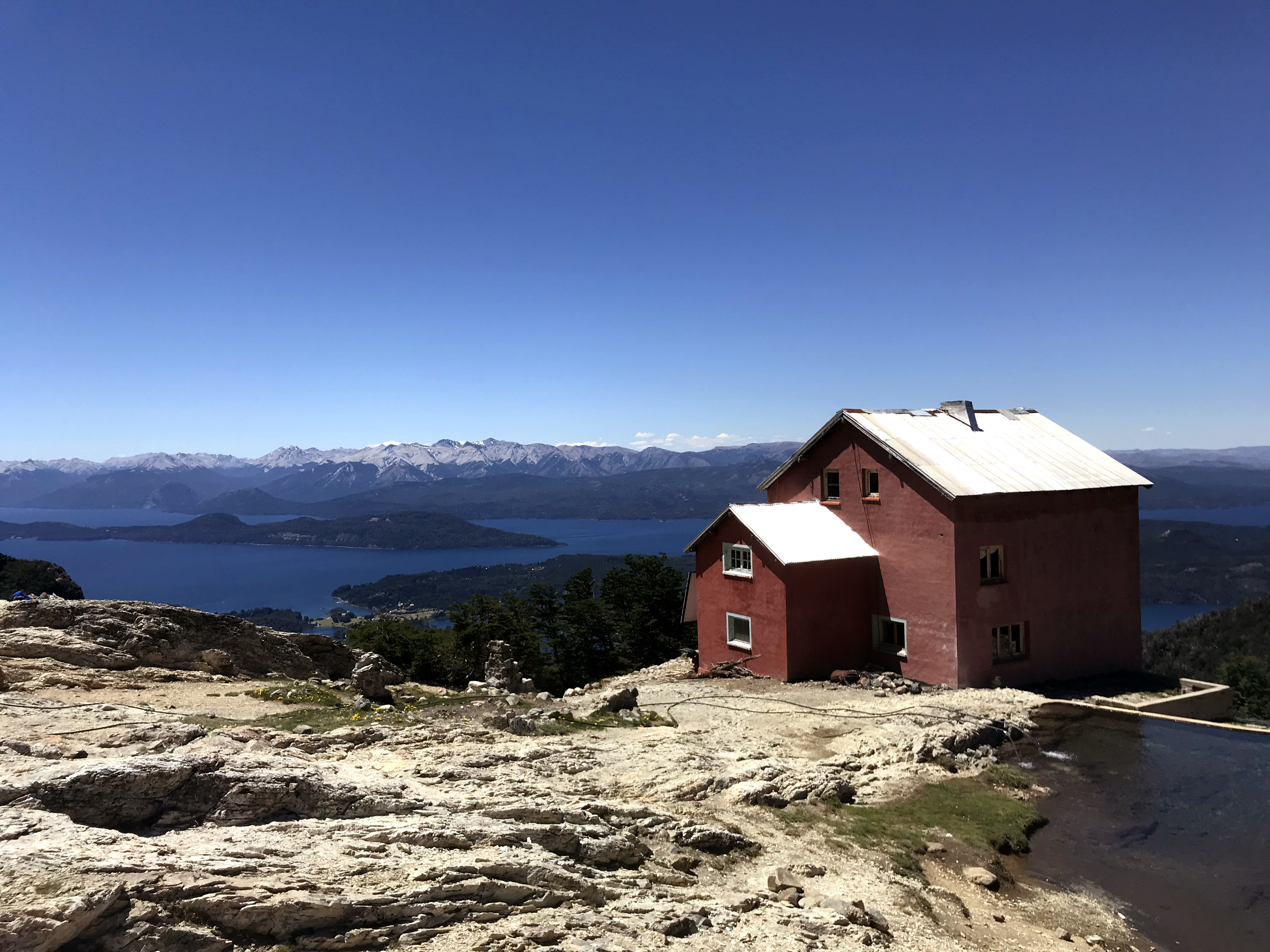
Refugio López

ubicada en la provincia de Río Negro, Argentina, a cuyos pies se encuentra el pueblo de Colonia Suiza hacia el este y los lagos Moreno y Nahuel Huapi hacia el norte y noroeste respectivamente, ubicado a 25 kilómetros de la ciudad de San Carlos de Bariloche. Tiene una altura de 2.075 m s. n. m.

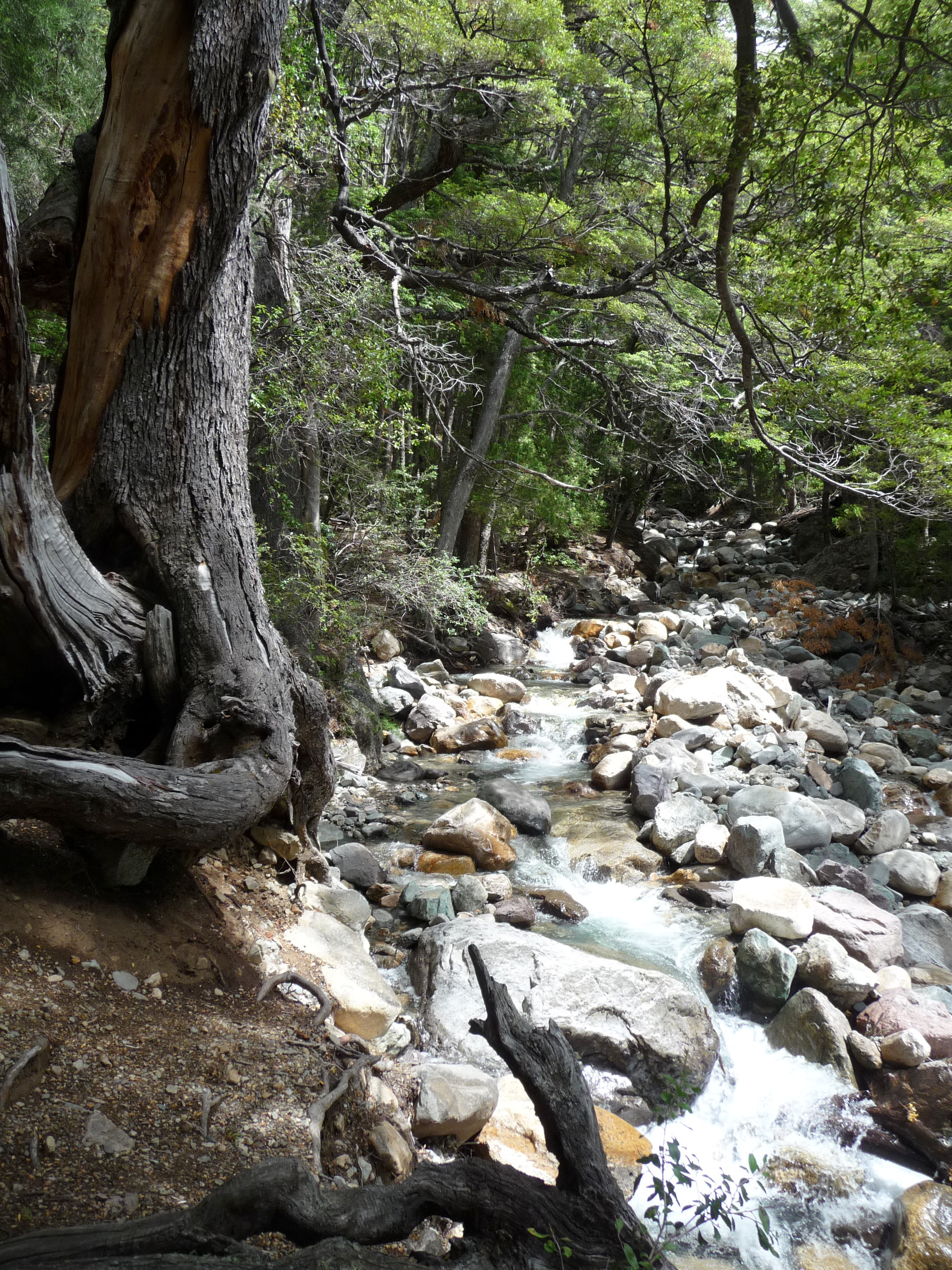
Arroyo López

El arroyo López recoge parte del agua de deshielo del cerro López, desciende por su ladera norte y desagota en el lago Moreno Oeste.
En el borde superior del área boscosa se encuentra el Refugio López, un refugio de montaña ubicado a 1620 m s. n. m. con capacidad para 100 personas inaugurado el 15 de abril de 1933. El refugio es accesible a través de un camino que faldea el cerro o por un sendero ("picada") que se toma donde el arroyo López cruza la ruta del Circuito Chico (altura km 27).

## Toponimia
Francisco Pascasio Moreno bautizó al cerro como López en honor al autor del Himno Nacional Argentino, Vicente López y Planes.